# Marco van Hoogdalem
Marco van Hoogdalem (Gorinchem, 23 maggio 1972) è un allenatore di calcio ed ex calciatore olandese, di ruolo difensore.

## Palmarès

### Club

#### Competizioni nazionali
- Coppa di Germania: 2

Schalke 04: 2000-2001, 2001-2002
- Coppa di Lega tedesca: 1

Schalke 04: 2005

#### Competizioni internazionali
- Coppa UEFA: 1

Schalke 04: 1996-1997